# 박유철
박유철(朴維徹, 1938년 1월 15일 ~ )은 대한민국 대학 교수 출신 기관단체장이다.

## 생애
본관은 밀양(密陽)이며 중화민국 장쑤 성 상하이에서 출생하였고 지난날 한때 중화민국 쓰촨 성 충칭에서 잠시 유아기를 보낸 적이 있는 그는 그 후 대한민국 귀국하여 서울에서 성장하였다. 독립운동가 박시창(朴始昌)의 아들이다. 백범 김구기념관 건립추진위원회 대표위원장, 제4,5대 독립기념관 관장, 제25대 국가보훈처장 등을 역임하였고, 평택대학교에서 교수를 지냈으며 제22대 단국대학교 재단 이사장과 광복회 이사장, 비상임 부회장을 거쳐 제19대,20대 광복회 회장을 지냈다.

## 학력
- 서울고등학교 졸업
- 연세대학교 건축공학과 1년 중퇴
- 미국 조지아 공과대학교 토목공학과 학사
- 미국 매사추세츠 공과대학교 공과대학원 토목공학과 공학석사
- 영국 옥스퍼드 대학교 대학원 경제학과 경제학 석사
- 영국 헐 대학교 대학원 경제학과 경제학 박사

## 상훈
- 국민훈장 모란장(2003년)
- 청조근정훈장(2007년)

## 가족 관계
대한민국 육군 소장으로 예편 후 광복회 회장을 지낸 박시창(朴始昌)의 장남이고 대한민국 임시정부 대통령을 지낸 박은식(朴殷植)의 양손자이며 대한민국 임시정부 국무령을 지낸 양기탁(梁起鐸)의 손녀사위이다.

## 같이 보기
- 박은식
- 양기탁
- 김근수
- 김원웅

## 참고 문헌
- 「한국민족운동과 민족문제」, 북만주와 연해주 지역 항일전적지, 한국민족운동사연구회 저, 국학자료원(1999년, 560~567p)